# Barrage de Shuangjiangkou
Le barrage de Shuangjiangkou (chinois simplifié : 双江口水电站 ; pinyin : shuāngjiāngkǒu shuǐdiànzhàn) est un barrage en construction dans la province du Sichuan en Chine. Il est installé sur la rivière Dadu, affluent du Min et sous-affluent du fleuve Yangzi Jiang. Il est associé à une centrale hydroélectrique de 2 000 MW.
Il deviendra en 2027 le barrage le plus haut du monde avec ses 312 m de hauteur, surpassant de quelques mètres le barrage de Jinping-I.

## Localisation et contexte
Le barrage de Shuangjiangkou se situe dans le Xian de Jinchuan, au sein de la préfecture autonome d'Aba au Sichuan. Les villes les plus proches sont Barkam (Maerkang) à 44 km et Jinchuan à 48 km[réf. nécessaire]. Le barrage est construit seulement 2 km en aval de la confluence des rivières Markog et Dakog (Zumuzu et Chuosijia), marquant l'origine du Dadu[réf. nécessaire].
La rivière Dadu, en chutant de 4 175 mètres sur une distance de 1 062 km, pour un débit annuel moyen de 1 500 m3/s, offre un potentiel hydroélectrique très important. Le barrage de Shuangjiangkou fait partie du projet plus large d'aménagement hydroélectrique en cascade du Dadu. Celui-ci doit comporter à terme 22 barrages, pour une puissance installée totalisant 23,4 GW, une valeur comparable à celle du barrage des Trois Gorges. Le barrage de Shuangjiangkou sera le cinquième depuis l'amont.
Le barrage de Jinchuan est également en construction en 2020, pour une livraison attendue en 2025. Situé 29 km en aval de celui de Shuangjiangkou, il sera le sixième de la cascade hydroélectrique. Sa retenue servira en partie de bassin de compensation pour le barrage de Shuangjiangkou. Avec une puissance installée de 860 MW, il doit fournir 3 485 GWh d'électricité par an,.
À l'amont, le barrage de Busigou, d'une puissance de 360 MW, est en projet.

## Caractéristiques

### Barrage
Il s'agit d'un barrage en remblai en enrochement à noyau étanche en argile, d'un volume de 44 millions de m3. Avec une hauteur prévue à 312 mètres au-dessus du lit de rivière (314 mètres fondations comprises), il deviendra lors de son inauguration le plus haut barrage du monde. Il devrait toutefois être relégué à la deuxième place par le barrage de Rogoun (335 mètres), dont la construction doit s'achever quelques années plus tard.

### Lac de retenue
Le barrage de Shuangjiangkou formera un lac de retenue de 40 km2 pour un volume de 2,9 km3, dont 1,9 km3 pourront servir à la régulation annuelle du débit (stockage pendant les crues et restitution à la saison sèche). L'altitude de la surface du lac variera entre 2 330 et 2 500 m[réf. nécessaire].
Quatre villages seront inondés lors de la mise en eau du barrage, nécessitant le relogement de 1 152 personnes. 24 km² de forêts et 4,5 km² de terres cultivées seront également submergés[réf. nécessaire].

### Installations hydroélectriques
Le barrage sera doté d'une centrale hydroélectrique souterraine d'une puissance installée de 2 000 MW. Celle-ci se répartit en quatre turbines Francis à axe vertical de 500 MW chacune, fournies par Dongfang Electric, qui a remporté l'appel d'offres pour la fourniture des turbines en septembre 2020.
La centralehydroélectrique pourra fonctionner sous une hauteur de chute variable, allant de 155 à 251 m (226 m en moyenne),.
La production électrique annuelle est estimée à 8 341 GWh. Les autorités chinoises mettent en avant le fait qu'une production équivalente à partir de centrales à charbon émettrait chaque année 7,18 millions de tonnes de CO2. Son activité de régulation du débit du Dadu devrait en outre permettre d'augmenter la production des 24 barrages situés en aval d'environ 2 170 GWh,.

## Financement
En 2015, le coût du projet est estimé à 36 milliards de yuans (5,26 milliards d'euros), prix qui avait peu évolué en 2019 (36.9 milliards de yuans).

## Chronologie
La cascade hydroélectrique de 22 barrages comportant celui de Shuangjiangkou a été approuvée par le gouvernement provincial du Sichuan en 2003[réf. nécessaire].
Les travaux préparatoires ont été lancés en 2005, mais la construction de l'ouvrage n'a réellement commencé qu'en juillet 2015. La dérivation de la rivière Dadu a été mise en place en décembre 2015, permettant le début de l'édification du barrage en 2016.
La construction de la centrale électrique a commencé en mars 2019. Un temps interrompus par l'épidémie de Covid-19, les travaux ont repris début mars 2020, avec 500 employés sur le site.
La construction du barrage devait s'achever en 2022, et la première turbine devait commencer à produire de l'électricité en décembre 2024,.
Cependant le projet a pris du retard et est finalement prévue pour 2027.